# Буринское сельское поселение (Челябинская область)
Буринское се́льское поселе́ние — муниципальное образование в Кунашакском районе Челябинской области Российской Федерации. В рамках административно-территориального устройства муниципальное образование  соответствует административно-территориальной единице Буринский сельсовет.
Административный центр — село Новобурино.

## История
Статус и границы сельского поселения установлены Законом Челябинской области от 12 ноября 2004 года № 288-ЗО «О статусе и границах Кунашакского муниципального района и сельских поселений в его составе»

## Население
| 2002  | 2010  | 2011  | 2012  | 2013  | 2014  | 2015  |
| ----- | ----- | ----- | ----- | ----- | ----- | ----- |
| 2582  | ↘2546 | ↘2544 | ↘2484 | ↘2427 | ↘2361 | ↘2314 |
| 2016  | 2017  | 2018  | 2019  | 2020  | 2021  |       |
| ↘2276 | ↘2269 | ↘2257 | ↘2200 | ↘2178 | ↗2207 |       |

## Состав сельского поселения
| № | Населённый пункт | Тип населённого пункта       | Население |
| - | ---------------- | ---------------------------- | --------- |
| 1 | Новобурино       | село, административный центр | ↗1832     |
| 2 | Разъезд № 2      | посёлок                      | ↗175      |
| 3 | Сосновка         | деревня                      | ↘196      |
| 4 | Трудовой         | посёлок                      | ↘343      |